# CGTN (放送事業者)
中国国際電視台（ちゅうごくこくさいでんしだい）または、中国環球電視網（ちゅうごくかんきゅうでんしもう、英: China Global Television Network、CGTN、中: 中国国际电视台、中: 中国环球电视网、旧CCTV International）とは、中国の国営メディアである中国中央電視台（CCTV）が所有、運営する多言語テレビチャンネルのテレビネットワークである。 
旧CCTV Internationalの下記6つの非中国語テレビチャンネルをすべてCGTNを冠した名称に変更するため、2016年12月31日のGMT（正午BJT）の午前4:00に同時にリブランドされた。ただし、中国語の国際チャンネルCCTV-4は、このブランド変更の対象外となっている。 
中国国際放送（CRI）日本語放送のウェブサイトおよびYouTubeサイトから提供されていた映像ニュース「中国ニュース」も2020年10月12日より「CGTN日本語ニュース」に番組名を変更し、CGTNへのブランド統合を行った。

## チャンネル
| 名               | 言語       | 放送開始日    | 前の名前                                   |
| ---------------- | ---------- | ------------- | ------------------------------------------ |
| CGTN             | 英語       | 1997年9月20日 | - CCTV-9（CCTV International） - CCTV-NEWS |
| スペイン語       | スペイン語 | 2007年10月1日 | - CCTV-E - CCTV-Español                    |
| フランス語       | フランス語 | 2007年10月1日 | - CCTV-F - CCTV-Français                   |
| アラビア語       | アラビア語 | 2009年7月25日 | CCTV-العربية                               |
| ロシア語         | ロシア語   | 2009年9月10日 | CCTV-Русский                               |
| ドキュメンタリー | 英語       | 2011年1月1日  | CCTV-9 Documentary                         |

## 不祥事
2018年 - 米国司法省はCGTNを「外国代理人登録法」に基づく「外国のエージェント」として登録するよう命じた。
2019年 - イギリスのOfcom（英国情報通信庁）は、CGTNが2019年香港民主化デモ報道について、中国の視点に偏った報道をしているとして調査を開始すると明らかにした。後に運営企業が不当に免許を保有している状態であることが判明したとして、2021年2月にCGTNの放送免許を取り消したことを発表した。
2023年 - ロシアのプロパガンダで、根拠がないウクライナの生物兵器陰謀論を再拡散した。